# النقع (السدة)

تعديل مصدري - تعديل

النقع محلة تابعة لقرية الحوقري، التابعة لعزلة بني الحارث بمديرية السدة إحدى مديريات محافظة إب في الجمهورية اليمنية.، بلغ تعداد سكانها 31 حسب تعداد اليمن لعام 2004.